# Jiulongpo
Jiulongpo (en chino simplificado, 九龙坡; pinyin, Jiǔlóngpō qū) es un distrito urbano bajo la administración del municipio de Chongqing, en el centro de la República Popular China. Se ubica en las riveras del río Yangtsé. Su área es de 3217 km² y su población total para 2006 fue cercana a los 1,5 millón de habitantes.

## Administración
Desde enero de 2014 el distrito de Jiulongpo se divide en 19 pueblos que se administran en 9 subdistritos y 10 poblados.

## Economía
Las principales industrias en el condado son la industria pesada, la construcción, entre otras. La economía también incluye la agricultura y cría de animales.